# Wspólnota administracyjna Velden (powiat Norymberga)
Wspólnota administracyjna Velden – wspólnota administracyjna (niem. Verwaltungsgemeinschaft) w Niemczech, w kraju związkowym Bawaria, w rejencji Środkowa Frankonia, w regionie Industrieregion Mittelfranken, w powiecie Norymberga. Siedziba wspólnoty znajduje się w mieście Velden.
Wspólnota administracyjna zrzesza jedną gminę miejską (Stadt) oraz dwie gminy wiejskie (Gemeinde): 
- Hartenstein, 1 380 mieszkańców, 22,80 km²
- Velden, miasto, 1 799 mieszkańców, 21,32 km²
- Vorra, 1 699 mieszkańców, 22,08 km²